# トランスアトランティック・ファースト・アルバム
『トランスアトランティック・ファースト・アルバム』（原題：SMPT:e）は、多国籍のメンバーによるプログレッシブ・ロック・バンド、トランスアトランティックが2000年に発表した初のスタジオ・アルバム。

## 背景
ニール・モーズによれば、1998年頃にマイク・ポートノイからサイド・プロジェクト結成の話を持ちかけられ、その後モーズの推薦によりロイネ・ストルト、ポートノイの推薦によりピート・トレワヴァスが加入した。なお、モーズはトレワヴァスの所属バンドであるマリリオンに関して、フィッシュ在籍時の一部の曲しか知らなかったが、ポートノイが強く推したことで加入を承諾したという。収録曲「イン・ヘルド（トワズ）イン・アイ」は、プロコル・ハルムがアルバム『月の光』（1968年）で発表した曲のカヴァーである。
2003年には、ロイネ・ストルトが自身のギターを強調したリミックス・ヴァージョンも発売された。

## 反響・評価
ドイツでは2000年4月24日付のアルバム・チャートで66位を記録し、翌週にはトップ100圏外となるが、2021年5月7日には、オリジナル・リリース時を上回る50位に達した。ロバート・テイラーはオールミュージックにおいて5点満点中4.5点を付け「各メンバーのレギュラー・バンドと同様、イエスやジェネシスといった初期のプログレッシブ・ロック・バンドからの影響は明白だが、音楽的も詩的にもビートルズからの影響が取り入れられたことで、輝きを増している」「歌詞はもったいぶっていないが知的かつ思索的で、音楽性は挑戦的かつ引き締まっている」と評している。

## 収録曲
特記なき楽曲はメンバー4人の共作。
1. オール・オブ・ザ・アボブ "All of the Above" - 30:59
  - I. フル・ムーン・ライジング "Full Moon Rising"
  - II. 10月の風 "October Winds"
  - III. 青の偽装 "Camouflaged in Blue"
  - IV. ハーフ・アライヴ "Half Alive"
  - V. 永久の愛 "Undying Love"
  - VI. フル・ムーン・ライジング（リプライズ） "Full Moon Rising (Reprise)"
2. ウイ・オール・ニード・サム・ライト "We All Need Some Light" (Neal Morse) - 5:44
3. ミステリー・トレイン "Mystery Train" - 6:51
4. マイ・ニュー・ワールド "My New World" - 16:15
5. イン・ヘルド（トワズ）イン・アイ "In Held ('Twas) in I" (Gary Brooker, Matthew Fisher, Keith Reid) - 17:21

### ヨーロッパ限定盤ボーナス・ディスク
2014年の日本再発盤CD (IECP-20224/225)にも追加された。
1. "My New World (Alternate Take) (Part 1)" - 7:40
2. "My New World (Alternate Take) (Part 2)" - 8:41
3. "We All Need Some Light (Alternate Mix)" (N. Morse) - 5:40
4. "Honky Tonk Woman (Studio Jam)" (Mick Jagger, Keith Richards) - 1:54
5. "Oh Darlin' (Studio Jam)" (John Lennon, Paul McCartney) - 2:30
6. "My Cruel World (Original Demo)" - 10:43

## 参加ミュージシャン
- ニール・モーズ - リード・ボーカル、キーボード、アコースティック・ギター、アディショナル・エレクトリック・ギター
- ロイネ・ストルト - エレクトリック・ギター、12弦ギター、ボーカル
- ピート・トレワヴァス - ベース、ベース・ペダル、ボーカル
- マイク・ポートノイ - ドラムス、ボーカル